# Frigga (lik)
Frigga je izmišljena osebnost, ki se pojavlja v stripih ameriške založbe Marvel. Ustvarila sta jo risarja Stan Lee in Robert Bernstein, prvič pa se je pojavila v stripu Journey into Mystery #92 (maj 1963). Je žena Odina, kralja Asgarda, ter mama Thora in posvojena mati Lokija.
Frigga se je pojavila v filmih Thor, Thor: Svet teme in Maščevalci: Zaključek, kjer jo je upodobila igralka Rene Russo.